# Kurtyna Teatru im. Juliusza Słowackiego w Krakowie

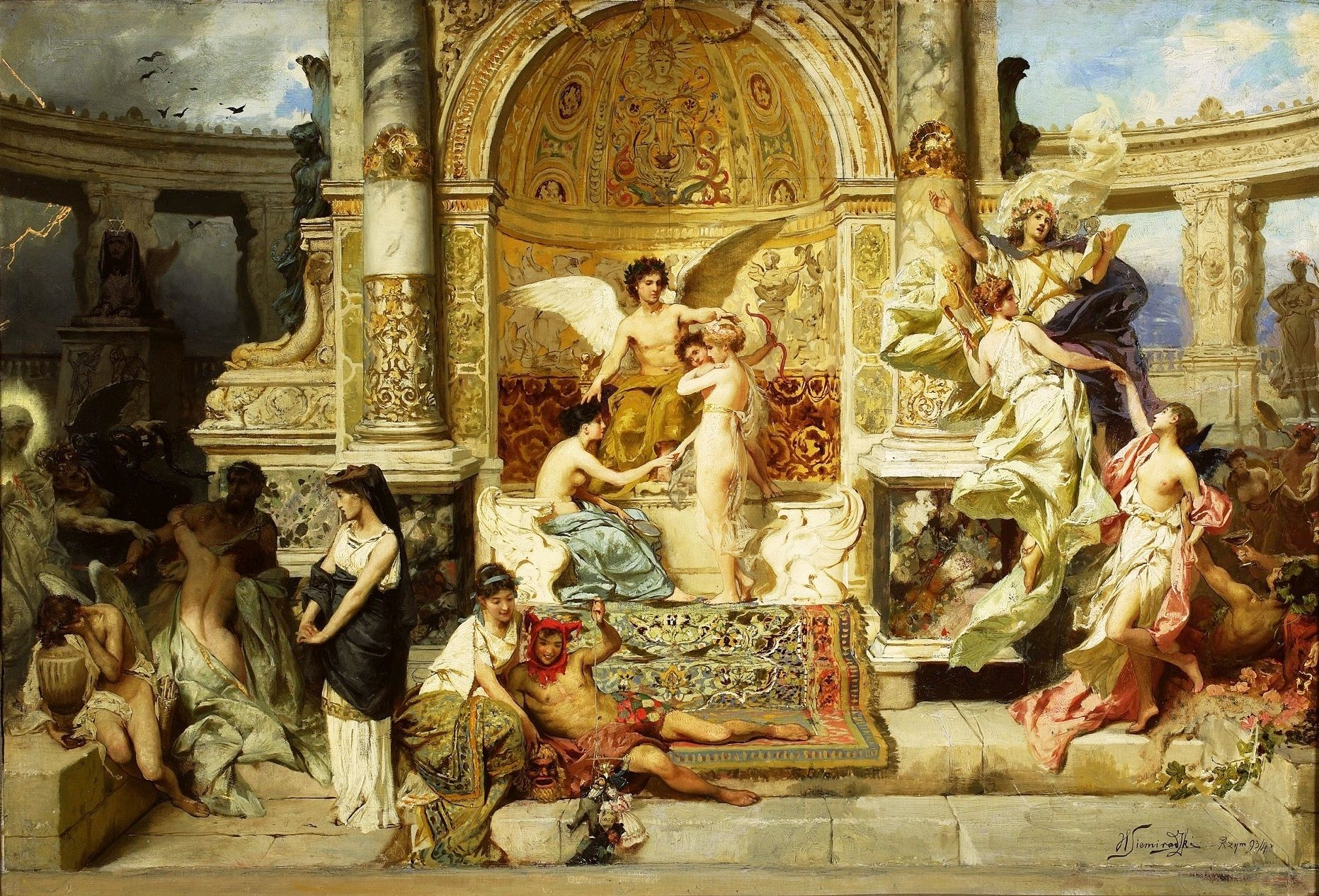
Projekt kurtyny teatru Słowackiego, 1894, olej na płótnie, 60,3 x 90 cm, Muzeum Narodowe w Warszawie

Kurtyna Teatru im. Juliusza Słowackiego w Krakowie – olejny obraz Henryka Siemiradzkiego o wymiarach 11,9×9,6 m, namalowany na lnianym płótnie rozciągniętym na drewnianym blejtramie. W przeciwieństwie do większości innych kurtyn nie jest ona zwijana, lecz podnoszona ponad scenę.
Przedstawiona na kurtynie scena ma charakter alegoryczny. Na środku znajduje się Natchnienie, kojarzące Piękno z Prawdą, poniżej Komedia w towarzystwie błazna. Z lewej strony stoi odziana w ciemną szatę Tragedia, która spogląda na Erosa płaczącego nad urną z Ukochanym Sercem. Po lewej w głębi Zbrodnie, Występek, Furie i Widma. Kompozycję uzupełnia po prawej Psyche uwalniająca się od zmysłowości, Muzyka i Śpiew oraz orszak wokół pomnika Terpsychory. 
Siemiradzki pracę przy kurtynie wykonał po kosztach własnych, nie żądając honorarium. Miasto zapłaciło za nią 15 tys. złotych reńskich. Po raz pierwszy kurtynę podniesiono w dniu 18 kwietnia 1894 w Teatrze Miejskim (dzisiaj Teatr im. Juliusza Słowackiego w Krakowie) podczas wystawiania sztuki Józefa Blizińskiego Chwast. Na cześć dzieła Siemiradzkiego grała orkiestra 13. pułku piechoty i śpiewał chór Towarzystwa Muzycznego. W prasie krakowskiej pojawił się dokładny opis dzieła z objaśnieniami samego malarza.